# مرت آلتنشك
مَرت آلتِنْشِك (بالتركية: Mert Altınışık)‏ (17 مايو 1986) ممثل تركي من مواليد مدينة إسطنبول جسد عدة أدوار في العديد من المسلسلات التركية.

## الأعمال
- توركان : 2010
- سنوات الصفصاف: 2010
- Firar: 2011
- سامحيني: 2011 - 2016
- مريم: 2018
- التفاحة الممنوعة: 2020 - 2021
- علي رضا: 2021
- الطفل سر أمه: 2022

## وصلات خارجية
- http://sinematurk.com/kisi/119097-mert-altinisık/